# Саманган
Саманган е провинция в северен Афганистан с площ 11 262 км² и население 378 000 души (2006). Административен център е град Айбак.

## Административно деление
Провинцията се поделя на 5 общини.